# گابریله فرزتی
گابریله فرزتی (ایتالیایی: Gabriele Ferzetti؛ زادهٔ ۱۷ مارس ۱۹۲۵ – درگذشته ۲ دسامبر ۲۰۱۵) هنرپیشه اهل ایتالیا بود. وی از سال ۱۹۴۲ میلادی تا ۲۰۱۵ مشغول فعالیت بود.

## فیلم‌شناسی

### سینما
- بینوایان (۱۹۴۸)
- ویلیام تل (۱۹۴۹)
- پوچینی (۱۹۵۳)
- رفیقه‌ها (۱۹۵۵)
- هانیبال (۱۹۵۹)
- ماجرا (۱۹۶۰)
- راهبهٔ مونتزا (۱۹۶۲)
- سه اتاق در منهتن (۱۹۶۵)
- شیطان عاشق (۱۹۶۶)
- کتاب مقدس (۱۹۶۶)
- روزی روزگاری در غرب (۱۹۶۸)
- سپاسگزارم، خاله (۱۹۶۸)
- در خدمت سرویس مخفی ملکه (۱۹۶۹)
- شاه‌دانه (۱۹۷۰)
- اعتراف (۱۹۷۰)
- هیتلر: ده روز آخر (۱۹۷۳)
- آپاسیوناتا (۱۹۷۴)
- پایان بازی (۱۹۷۵)
- آموزش ویولنسل با توکاتا و فوگ (۱۹۷۶)
- اوئدیپوس اُرکا (۱۹۷۶)
- وراثت (۱۹۷۹)
- اینچئون (۱۹۸۱)
- جولیا و جولیا (۱۹۸۷)
- اتلو (۱۹۹۵)
- من عشق هستم (۲۰۰۹)

### تلویزیون
- پاپ ژان پل یکم: لبخند پروردگار (۲۰۰۶)
- جنایت‌های شخصی (۱۹۹۳)
- ارادهٔ آنا (۱۹۹۲)